# Грета и Йёрген Ингманн
Грета и Йёрген Ингманн (дат. Grethe og Jørgen Ingmann) — датский поп-дуэт, образовавшийся в 1956 году. В его состав входили Грета Ингманн (1938—1990) и Йёрген Ингманн (1925—2015). Они представляли Данию на конкурсе песни Евровидение 1963 года и выиграли его.

## История
В 1955 году Грета Клемменсен и Йёрген Ингманн встретились в «La Girafe». 17 декабря 1956 года они зарегистрировали свой брак. В этом же году они основали дуэт «Грета и Йёрген Ингманн» (дат. Grethe og Jørgen Ingmann). В 1957 году они записали свой первый сингл. Дуэт проводил несколько туров в Дании, Швеции и Норвегии. Вскоре, их синглы стали популярны во всей Скандинавии. Популярность дуэта начала подниматься.

### Сольная карьера
В то же время, они начали сольную карьеру. Йёрген встретил свой самый большой коммерческий успех в 1961 году с песней Apache, композитора Джерри Лордана. Его версия действительно была опубликована в Соединенных Штатах, до версии группы The Shadows. Йёрген занял второе место в рейтинге США. Грета встретила свой первый международный успех в 1963 году с песней Hello Boy!.

### Евровидение
В 1963 году Грета и Йёрген участвовали на Dansk Melodi Grand Prix с песней Dansevise. Они выиграли этот конкурс и им было предоставлено представлять Данию на конкурсе песни Евровидение 1963 года. На Евровидении они выступили восьмыми, после выступления Финляндии и перед Югославией. В конце голосования они набрали 42 балла и выиграли конкурс, принеся Дании первую победу. После Евровидения дуэт записал английскую и немецкую версии победной песни. Эта песня тоже стала популярной в Европе.
Но их победа, однако, спровоцировала первое противоречие в истории конкурса. Представитель норвежского жюри — Роальд Ойен, не следовал процедуре и ошибся в своих заявлениях. Ведущая конкурса, Кэти Бойл, попросила его повторить результаты в правильном порядке, после чего Роальд Ойен попросил, чтобы ему перезвонили в конце голосования, после того как все другие страны скажут свои оценки. По итогам процедуры, Швейцария лидировала с 42 голосами, а Дания — с 40 голосами. Но когда Кэти Бойл созвонилась с норвежским жюри, Роальд Ойен прочитал результаты, которые отличались от ранее заявленных. Результаты были исправлены на доске баллов. Дания получила 42 балла, а Швейцария — 40. Позже Дания была объявлена победительницей конкурса.

## Сольные выступления
С 1963 по 1965 год дуэт участвовал в нескольких фестивалях в Скандинавии. Они адаптировали международные успехи на датском языке, но не достигли ожидаемого коммерческого успеха. Их попытки утвердиться на немецком рынке достигли того же результата.
Грета дважды участвовала на сольном фестивале Schlagerfestival в Баден-Бадене. В 1963 году она заняла пятое место с песней Der King von Solo. В 1965 году певица была выбрана в полуфинал с песней Summerwind. Обе песни имели ограниченный коммерческий успех. В 1966 году песня Summerwind стала международным успехом в его восстановлении Фрэнком Синатрой под названием Johnny Mercer. Йёрген стал директором по производству в лейбле Metronome.

## Развод и распад дуэта
Грета и Йёрген записали свой последний альбом вместе в 1974 году. Они развелись 7 января 1976 года.
Скоро стало известно, что Грета в 1977 году вступила в брак с Бо Августином, а Йёрген в 1979 году с Гитте Хит.

### Воссоединение
В 1981 году они воссоединились на конкурсе Songs of Europe, организованный на 25-летие Евровидения. В этом конкурсе некоторые победители Евровидения с 1956 года пели свои победные песни, в том числе Грета и Йёрген. После этого, они снова распались.

## Сольная карьера
Грета участвовала в трех датских национальных отборах на Конкурс песни Евровидение. В первый раз, в 1978 году. Она финишировала пятой с песней Eventyr. Во второй, в 1979 году состоялся дуэт с Бьярном Лиллером с песней Alt er skønt. Они заняли первое место, вместе с Томми Зибахом. После голосования, стало известно, что выиграл Томми Зибах. В третий, в 1980 году. Грета заняла третье место с песней Hej, hej, det swinger!.
Йёрген продолжал записывать джазовые записи, а затем сосредотачивается на своей карьере композитора. Он ушел в отставку в 1984 году, не в силах справляться со страхом, который продолжался на протяжении всей его карьеры. Он жил за пределами сцены и СМИ в течение следующих тридцати одного года.
Грета продолжала петь до конца 1980-х годов. Она выпустила свой последний альбом в 1985 году и дала много гала-концертов. Певица ушла в отставку, страдая все больше из-за болезней, связанных с её алкоголизмом. Грету можно было увидеть в последний раз весной 1990 года в шоу «Elevatoren».

## Смерть
Грета умерла 18 августа 1990 года из-за рака печени в возрасте 54 лет. Она была похоронена в кладбище Сандби.
Через 25 лет, в 2015 году, на 90-м году жизни умер Йёрген из-за остановки сердца.

## Дискография

### Грета и Йёрген Ингманн
- Dansevise (1963)

### Грета Ингманн
- Hello Boy! (1963)
- The King of Soho (1963)

### Йёрген Ингманн
- Apache (1960)
- Anna (1961)
- Violetta (1961)
- Valencia (1962)
- Pepe (1963)
- Drina-Marsch (1963)
- Desert Marche (La longue marche) (1964)
- Tovarisch (1964)
- Zorba (1965)
- Korfu (1966)